# Стрілецька Слобода
Стріле́цька Слобода́ (рос. Стрелецкая Слобода, ерз. Стрелецкая Слобода) — село у складі Рузаєвського району Мордовії, Росія. Входить до складу Шишкеєвського сільського поселення.

## Населення
Населення — 402 особи (2010; 372 у 2002).
Національний склад (станом на 2002 рік):
- росіяни — 88 %